# Scomber
Scomber – rodzaj morskich ryb okoniokształtnych z rodziny makrelowatych (Scombridae). W języku polskim nazywane są makrelami, ale taką nazwą określane są również gatunki z rodzajów Scomberomorus i Rastrelliger. Makrele mają duże znaczenie gospodarcze, głównie jako ryby konsumpcyjne, cenione z powodu wartości smakowych.

## Zasięg występowania
Morza i oceany strefy tropikalnej, subtropikalnej i umiarkowanej.

## Cechy charakterystyczne
Ryby z tego rodzaju charakteryzują się wąskim, cylindrycznym, wydłużonym, metalicznie połyskującym ciałem, które jest całkowicie pokryte bardzo małymi łuskami o niebiesko-zielonym połysku. Trzon ogonowy jest zaopatrzony w dwa małe kile. Duży otwór gębowy z małymi, stożkowatymi zębami. Linia boczna nie jest widoczna.

## Klasyfikacja
Gatunki zaliczane do tego rodzaju:
- Scomber australasicus – makrela australijska[4]
- Scomber colias – kolias[5], makrela kolias[4]
- Scomber japonicus – makrela japońska[5]
- Scomber scombrus – makrela[5], makrela pospolita[5], makrela atlantycka[6][2]

Scomber colias był uznawany przez pewien czas za synonim S. japonicus, stąd spotykane w literaturze zapisy: makrela kolias, kolias jako S. japonicus.

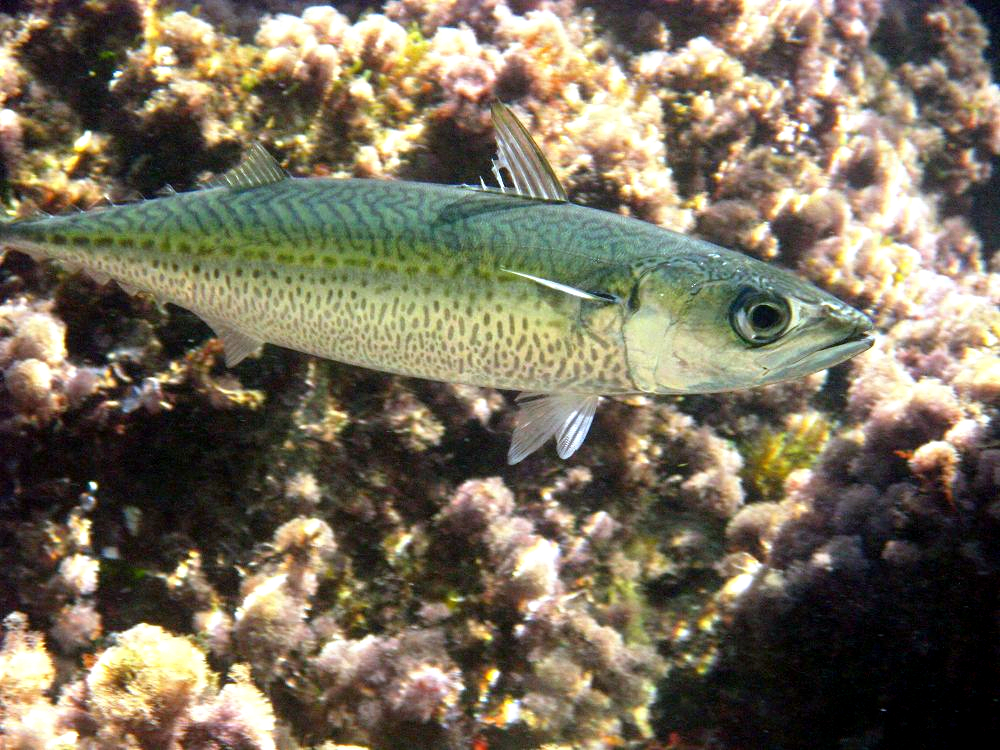
Scomber colias
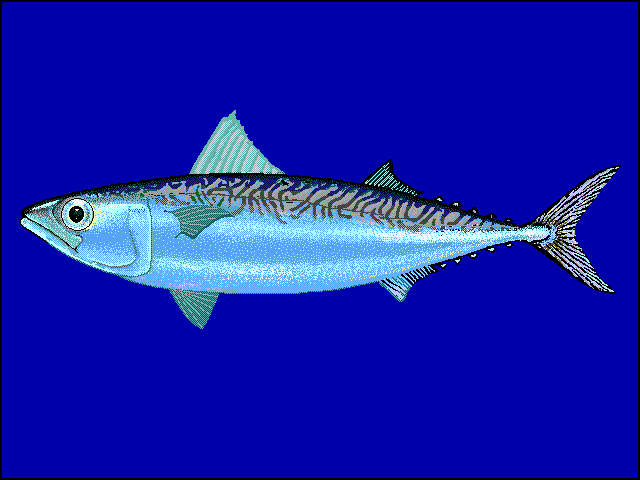
Scomber japonicus
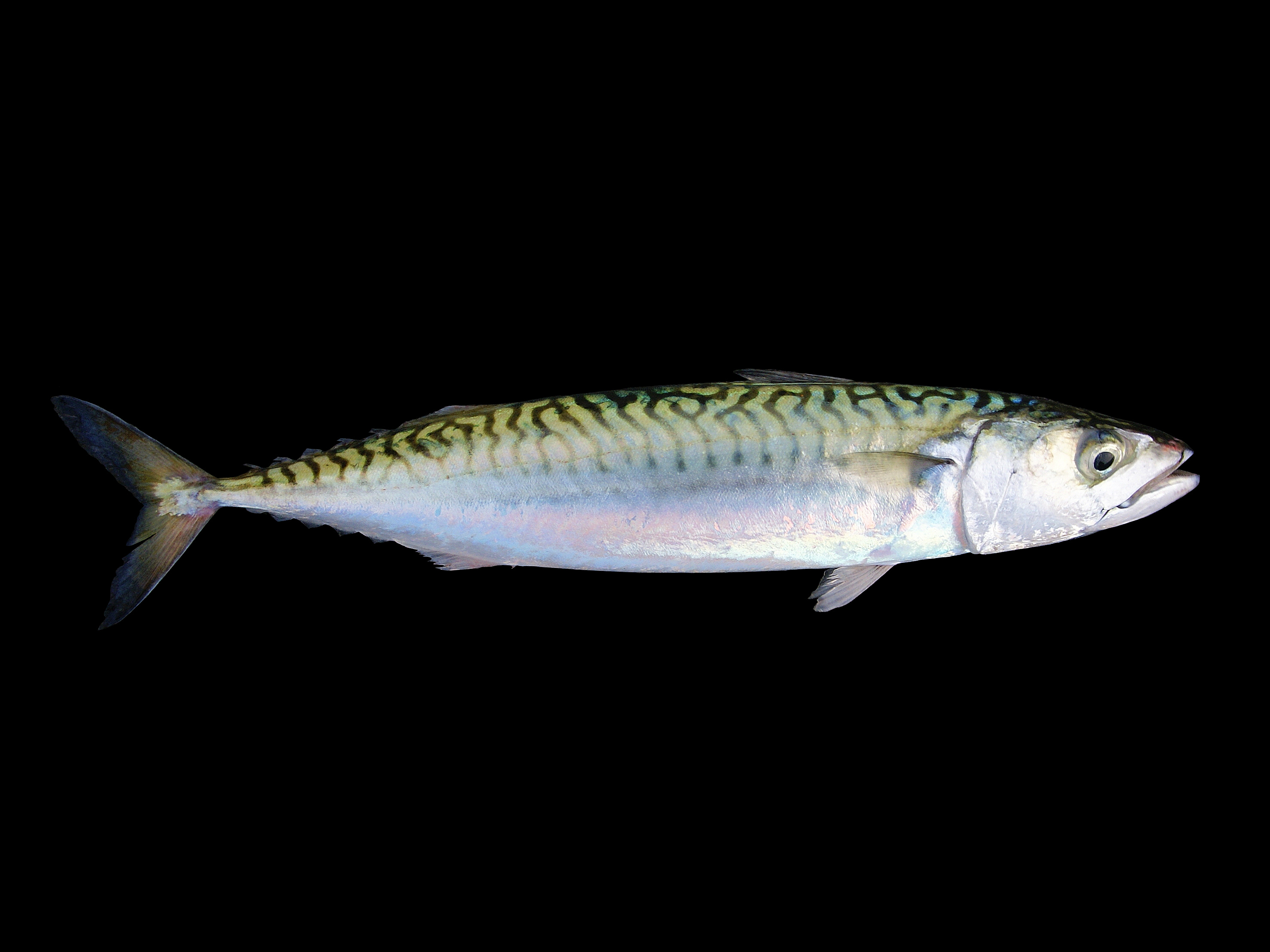
Scomber scombrus